# Pomboa pallida
Pomboa pallida är en spindelart som beskrevs av Huber 2000. Pomboa pallida ingår i släktet Pomboa och familjen dallerspindlar.
Artens utbredningsområde är Colombia. Inga underarter finns listade i Catalogue of Life.